# Zurab Nogaideli
Zurab Nogaideli (grúzul: ზურაბ ნოღაიდელი; Kobuleti, 1964. október 22.) grúz üzletember és politikus, 2005 februárjától 2007 novemberéig Grúzia miniszterelnöke volt.

## Szakmai karrierje
Az Adzsáriában található Kobuleti városban született. A Lomonoszov Moszkvai Állami Egyetemen szerzett fizikusi diplomát 1988-ban. Ezt követően 1992-ig a Grúz Tudományos Akadémia Földrajzi Intézetének munkatársa volt. Közben, 1989–2000 között az Észt Tudományos Akadémia Geológiai Intézetében végzett tudományos munkát. Egy gyermeke van, angolul és oroszul beszél.

## Politikai pályafutása
Az 1990-es évek elején kezdett politizálni a Zöld Párt színeiben barátjával, Zurab Zsvaniával. 1992-ben parlamenti mandátumot szerzett, a grúz parlamentben 1992–1995 között a környezetvédelmi bizottság elnöke volt. 1995-ben csatlakozott az Eduard Sevardnadze vezette Grúz Polgári Szövetséghez. E párt színeiben az 1995-ös, majd az 1999-es parlamenti választásokon is mandátumhoz jutott, 1999–2000 között a parlament költségvetési és adóügyi bizottságát vezette.
2000 májusában Sevardnadze kormányának tagja lett, a pénzügyminiszteri posztot töltötte be. Pénzügyminiszterként hatékony pénzügypolitikát folytatott, miközben a Zurab Zsvania és Miheil Szaakasvili vezette fiatal reformerek köréhez tartozott.
2001-től megromlott a kapcsolata Sevardnadzével, elsősorban az elnökhöz nevéhez fűződő korrupt politikai rendszer kritikája miatt. 2001-ben Nogaideli kilépett a Grúz Polgári Szövetségből, majd a következő évben, 2002-ben felmentették a pénzügyminiszteri posztjából. A kormányból kikerülve rövid ideig, 2002–2003 között az üzleti szférában helyezkedett el, a banki és befektetési szektorban tevékenykedett.
A 2003. novemberi rózsás forradalom győzelmét, Eduard Sevardnadze bukását követően visszatért a nagypolitikába. Kezdetben az ügyvivő elnöki posztot is ellátó Nino Burdzsanadze parlamenti elnök gazdasági tanácsadója volt, majd 2004 februárjában ismét pénzügyminiszterré nevezték ki Zurab Zsvania kormányába.
Zurab Zsvania 2005. februári váratlan halála után Miheil Szaakasvili elnök Nogeidilit jelölte a miniszterelnöki posztra. A grúz parlament jelentős többséggel (175 képviselő támogatásával 24 ellenében) miniszterelnökké választotta február 17-én, és még aznap beiktatták hivatalába. A technokratának számító, párton kívüli miniszterelnök sikeres gazdasági reformjai alapozták meg a 2000-es évek második felének grúz gazdasági fejlődését.
Nogaideli 2007. november 16-án megromlott egészségi állapotára hivatkozva lemondott miniszterelnöki posztjáról. Korábban, 2007 áprilisában az Egyesült Államokban, a houstoni St. Luke Kórházban nyolcórás szívműtétet hajtottak végre rajta, melynek során új szívbillentyűt helyeztek be.
Lemondása után rövid időre visszavonult a politikától, az ismert grúz labdarúgó, Kaha Kaladze cégét, a Kala Capital-t vezette. 2008 nyarán azonban újra aktivizálta magát a grúziai politikai életben, de 2008 végétől már Szaakasvili elnök ellenzékéhez tartozik. 2008 decemberében megalapította az ellenzéki pártját, a Tisztességes Grúziáért Mozgalmat.

## Külső hivatkozások
- Életrajza a Caucaz Europenews oldalon